# George Lopez
George Edward Lopez (Mission Hills, Los Angeles, 1961. április 23.) amerikai színész, humorista. Leginkább a saját magáról elnevezett sitcom főszereplőjeként ismert. Stand-up előadásainak fő témái a rassz és a mexikói-amerikai kultúra. A Time 2005-ös "25 legbefolyásosabb spanyol-amerikai" ("25 Most Influential Hispanics in America") listájára is felkerült.

## Élete
1961. április 23-án született Frieda és Anatasio Lopez gyermekeként. Mexikói származású. Apja elhagyta Lopez-t, amikor két hónapos volt, 10 éves korában pedig anyja is elhagyta őt, így nagyszülei nevelték fel. A San Fernando High Schoolba járt, ahonnan 1979-ben érettségizett.

## Magánélete
1993-ban vette feleségül Ann Serranót. Egy lányuk született, Mayan (1996). 2010. szeptember 27-én bejelentették, hogy elválnak. Serrano 2010. november 23-án nyújtotta be a válópert. Válásuk okának a nézeteltérést tették meg. A válás 2011. július 1-jén fejeződött be.
Van egy háza Los Felizben.

## Filmszerepei
- 1990: Ski Patrol
- 2000: Kenyér és rózsa